# Осада Казикермена
Осада Казикермена (Казы-Кермена) — событие русско-турецкой войны 1686–1700 годов. Совместное военное предприятие русских войск под командованием боярина и воеводы Бориса Петровича Шереметева и запорожских казаков гетмана Ивана Мазепы против турецкой крепости Казикермен, расположенной на Таванской переправе на правом берегу Днепра (ныне Берислав Херсонской области). Крепость была ключевым форпостом Османской империи в регионе, контролировавшим днепровские пути.

## Предыстория
Казикермен и соседние турецкие крепости были возведены в 1660-х годах и блокировали проход по Днепру, лишая казаков возможности нападать на Крыма с моря. После вступления России в Священную лигу (1686) началась война с Османской империей и её вассалом, Крымским ханством. Азовские походы Петра I и сопутствующие операции на Днепре, включая осаду Казикермена, были направлены на ослабление турецкого влияния в Северном Причерноморье и обеспечение контроля над южными рубежами. Целью похода Шереметева и Мазепы был захват Казикермена и других турецких крепостей на Днепре должен был подорвать оборонительную систему Османской империи и облегчить наступление на Азов.

## Осада
Русско-казацкое войско насчитывало около 10–15 тысяч человек, включая регулярные русские полки Шереметева и казачьи отряды Мазепы. Корпус Шереметева состоял из трёх воеводских полков (его собственного и двух его товарищей, думного дворянина Семёна Неплюева и стольника Ильи Дмитриева-Мамонова). Конницей «нового строя» командовал генерал-поручик А. А. Цей, солдатскими полками — генерал-поручик Иван (Яган) Андреевич Гулиц. Основу корпуса составлял Белгородский разрядный полк, усиленный Смоленским разрядным полком. Турецкий гарнизон составлял около 3–5 тысяч человек, хорошо укреплённых в крепости с мощными стенами и артиллерией. По «отписке» Шереметева, осада началась вечером 24 июля 1695 года, по документам Мазепы — 25 июля, а в Летописи Величко указана последняя среда июля, что соответствует 23 июля по старому стилю.
Русско-казацкое войска окружило крепость, начав осадные работы: рытьё траншей, установка артиллерии и подготовка к штурму. Начались подкопы к стене крепости. Русская артиллерия начала обстрел, пытаясь разрушить укрепления. Турецкие вылазки были успешно отражены. После нескольких недель осады, примерно к середине августа, русско-казацкие силы провели решительный штурм. Подкопы под стены позволили взорвать часть укреплений, что ослабило оборону. 17 августа 1695 года крепость была взята.
Помимо Казикермена были взяты и соседние, меньшие по размеру, крепости Асланкермен, Мубараккермен и Мустриткермен  (Таванский городок), что стало значительным успехом. Гарнизоны были частично уничтожены, частично пленены.

## Итоги
По итогам днепровского похода, турецкая оборона на Днепре была существенно ослаблена и был создан плацдарм для дальнейших операций. На фоне неудачного первого Азовского похода 1695 года успех поднял моральный дух русских войск. Казикермен и Асланкермен были восстановлены, в них были оставлены гарнизоны. В 1697 и 1698 годах крупные османские армии пытались взять их, но были отбиты.

## След в литературе
Осада подробно описана в летописи Самуила Величко, который, вероятно, опирался на устные свидетельства участников и документы. Сравнение его текстов с отчётами Шереметева и Мазепы показывает расхождения в деталях, но подтверждает общий ход событий.
Филипп Орлик, будущий гетман в изгнании, написал в связи с успешным днепровским походом панегирик Ивану Мазепе под названием «Алкид Российский» (1695).